# بدلی، نورث‌همپتون‌شر
بدلی، نورث‌همپتون‌شر (به انگلیسی: Badby) یک روستا و محله مدنی در بریتانیا است که در دونتری واقع شده‌است. بدلی ۶۳۲ نفر جمعیت دارد.